# تمزق خلية

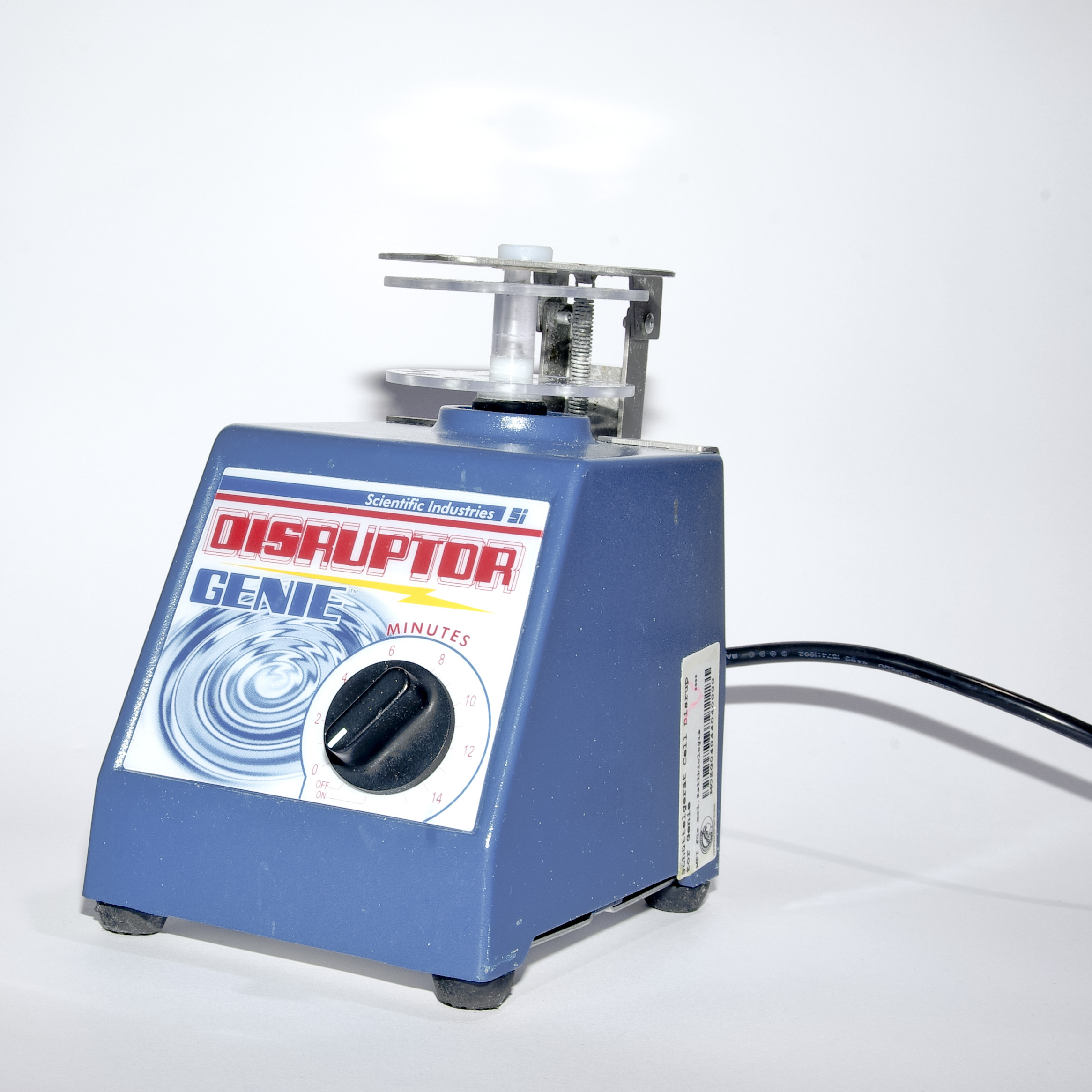

تمزق خلية (بالإنجليزية: Cell disruption) هي طريقة لاستخراج الجزيئات من داخل خلية حية.

## الطرق
بغرض إنتاج جزيئات لأغراض البحث في علم الأحياء تسمح طرق استنساخ وزرع الخلايا تسمح دراسة وإنتاج الجزيئات المرغوب فيها. وللحصول على تلك الجزبئات نقوم بتمزيق الخلايا الحاملة لها. وقد ابتكرت عدة طرق للقيام بذلك.

## طريقة الخرز
إحدى الطرق المتبعة لتمزيق الخلايا تستخدم خرزا من الزجاج أو السيراميك أو الفولاذ حيث تخلط مع السائل الحامل للخلايا. ابتكر تلك الطبريقة «تيم هوبكينز» في عام 1970 حيث قام برج مخلوط الخرز والسائل العالق به الخلايا فتمزقت أغشية الخلايا. اصتدم الخرز بأغشية الخلايا أثناء تدوير المخلوط فتمزقت وانفتحت الخلايا وأفرغت ما فيها من محتويات. هذا الطريقة تتبع مع جميع أنواع الخلايا من الأنسجة الحيوانية والنباتية. وهي أكثر طرق استخراج الخمائر عن طريق حل الخلايا وتنتج انحلالا في 50% من الخلايا.

تتميز تلك الطريقة عن الطرق الميكانيكية الأخرى بأنها تستطيع تمزيق جدار أصغر الخلايا، وتجهيز عينات متعددة من دون الخلط بينها ولا تنتج شوائب aerosols .
أسهل طريقة تستخدم مخلوطا متساوي الحجم من الخرز والمحلول العالقة به الخلايا، توضع في أنبوب اختبار ويرج بشدة، ويمكن استخدام خلاط رجاج معملي معتاد. يكون زمن استخراج الجزيئات بهذه الطريقة أطول نحو 3 - 10 مرات عن استخدام الآلات الخاصة، فهي طريقة حسنة وأقل تكلفة.
يكون اختيار الخرز بحيث يكون بين 1و0 مليمتر إلى 6 مليمتر، بخرز من الزجاج أو السيراميك أو الفولاذ.
يؤدي استخدام الآلات الخاصة عالية القدرة إلى ارتفاع درجة حراة المخلوط ربما بمعدل 10 درجات مئوية/الدقيقة بسبب الاحتكاك الشديد. لهذا فلا بد من تبريد العينة بين حين وآخر لمنع فساد البروتينات والإنزيمات الناتجة.

## السحق البارد
تستخدم طريقة التبريد والسحق مع الخلايا الأنـسجة شدجيدة التماسك مثل أنسجة الأوردة وعينات الأورام وعينات العضلات ومع الحبوب وغيرها. تسحق إلى مسحوق عند درجة النتروجين السائل. وقد اتكر تلك الطريقة العالمان «سموكر» و «بفيستر» في عام 1975. وقد بين العالمان ان انكسار الخلايا وتمزقها تم بكفاءة عالية أثبتتها صور التقطت بالمجهر الإلكتروني.
.

## تفريغ نيتروجين
في هذا الطريقة تذاب كمية كبيرة من غاز النتروجين في الخلايا المراد استخراج ما بداخلها في أوعية خاصة تحت ضغط عالي لغاز النتروجين. وعندما يخفض الضغط عن العينة فجأة يندفع النتروجين خارج المحلول في هيئة فقاقيع وتتمزق أغشية الخلايا ويخرج ما بداخلها.
تلك الطريقة جيدة حيث أن استخدام غاز النتروجين يمنع تأكسد مكونات الخلايا. ولا تتعرض العينات إلى ارتفاع في درجة حرارة المكونات.

## اقرأ أيضا
- ينحل (بيولوجيا)
- عضية
- خلية حية
- غرانزيم
- بيرفورين
- جبلة كرية
- جبلة مجردة

## وصلات خارجية
- Zusammenfassung über Zellaufschlüsse